# Henry Beyron
Henry Lennart Beyron, född 5 augusti 1909 i Malmö Sankt Petri församling, Malmöhus län, död 16 februari 1992 i Oscars församling, Stockholms län, var en svensk tandläkare. Han var bror till Einar Beyron.

## Biografi
Beyron avlade tandläkarexamen 1931 och blev Master of Sience i tandläkarkonst i USA 1938. Han var extra tandläkare vid Tandläkarinstitutet 1942-1945, blev hovtandläkare 1943 och styrelseledamot i Svenska Tandläkaresällskapet 1945. Från 1945 var han Gustav V:s tandläkare.